# Hans Wolfgang Rubin
Hans Wolfgang Rubin (né le 12 décembre 1912 à Essen, mort le 10 novembre 1986 dans la même ville) est un homme politique allemand.

## Biographie
Rubin est le fils d'un médecin. Il fait un apprentissage commercial dans l'industrie sidérurgique. De 1939 à 1978, il est directeur dans diverses entreprises de l'industrie lourde allemande, plus récemment en tant que membre du conseil d'administration. Peu de temps après la guerre, il établit des contacts économiques avec l'Europe centrale et orientale.
Avec Franz Blücher et Hans-Wilhelm Beutler, Rubin est cofondateur du FDP à Essen en 1945. De 1950 à 1956, il est trésorier de la fédération de Rhénanie-du-Nord-Westphalie et est membre du bureau exécutif fédéral du FDP de 1951 à 1980. De 1951 à 1974, il est trésorier du parti fédéral. De 1970 à 1982, il est président de la Fondation Friedrich-Naumann, liée au FDP.
Dès 1955, Rubin fait partie avec Walter Scheel, Wolfgang Döring et Willi Weyer des « Jeunes-Turcs » du FDP de la Rhénanie du Nord-Westphalie. Les réunions du cercle, qui en 1956 renverse le ministre-président de la Rhénanie du Nord-Westphalie Karl Arnold (CDU) et ouvre la voie à une coalition avec le SPD et Zentrum, ont lieu dans son appartement d'Essen. En 1967, il présente dans un ivre une nouvelle Ostpolitik et appelle à des propositions de réforme de la politique intérieure. En 1969, Rubin reçoit le prix Theodor-Heuss pour l'introduction de la nouvelle Ostpolitik. Il ouvre la voie au FDP pour la coalition gouvernementale ultérieure avec le SPD.
Les documents sur les activités de Rubin pour le FDP et la Fondation Friedrich-Naumann figurent dans les archives du libéralisme de la Fondation Friedrich-Naumann pour la liberté à Gummersbach.

## Source de traduction
- (de) Cet article est partiellement ou en totalité issu de l’article de Wikipédia en allemand intitulé « Hans Wolfgang Rubin » (voir la liste des auteurs).